# Palácio das Indústrias
O Palácio das Indústrias, anteriormente conhecido como Palácio Nove de Julho é uma edificação histórica localizada no parque Dom Pedro II, no centro da cidade de São Paulo, Brasil. Foi projetada por Domiziano Rossi em parceria com outros dois arquitetos, Francisco Ramos de Azevedo e Ricardo Severo. Faz parte dos patrimônios históricos tombados pelo Conselho de Defesa do Patrimônio Histórico Arqueológico, Artístico e Turístico do estado de São Paulo (CONDEPHAAT).
Com estilo arquitetônico eclético (elementos de diversos estilos contidos em um só), o prédio foi construído com o intuito de abrigar exposições relacionadas à indústria paulista, sendo inaugurado em 29 de abril de 1924, como mostra a placa de inauguração afixada na entrada do local, que atualmente abriga o Museu Catavento Cultural. A escolha do local e a construção do prédio foram iniciativas da Secretaria da Agricultura, Comércio e Obras Públicas do Estado de São Paulo, órgão que estava sob a chefia de Antônio de Pádua Sales. O projeto de construção do Palácio das Indústrias fazia parte do plano de renascimento da capital paulista, esquematizado pelos arquitetos Joseph-Antoine Bouvard e Francisque Couchet, com o objetivo de revitalizar a região conhecida como Várzea do Carmo, levando a ela saneamento básico e melhorias.
O Palácio teve sua primeira exposição em 1917, seguindo como centro de exposições até o ano de 1947, quando foi transformado em Assembleia Legislativa, tendo seu nome modificado, em 9 de julho daquele ano, para “Palácio Nove de Julho”, devido à promulgação da Constituição do Estado naquele dia. Entre 1947 e 1968, o edifício serviu de palco para atividades políticas. Posteriormente, na década de 70, abrigou também celas para presos comuns, configurando-se como sede da Secretaria de Segurança Pública. Passando por restauros projetados pela arquiteta Lina Bo Bardi, a partir de 1992 serviu de sede para a Prefeitura da Cidade de São Paulo, o que perdurou até o ano de 2004. Desde o dia 27 de março de 2009 o edifício abriga o Museu Catavento, museu dedicado às ciências e tecnologia.
Em janeiro de 2017 após sete meses de trabalho de restauro da fachada, foi entregue aos paulistanos o Palácio das Indústrias com suas janelas, portas e esculturas reparadas e feita coberturas e revestimento das torres. Também foram restaurados os muros com detalhes e reformado o sino e o relógio com mudança de seu mecanismo original para digital. O mecanismo original com cerca de trezentos quilos foi levado para o Museu Catavento. Após muita pesquisa, através do auxílio de paleontólogos, paleobotânicas e paleoartistas da USP a V.R. Monkey criada por um casal de engenheiros lança o Projeto Dinos do Brasil que utiliza realidade virtual para levar os espectadores ao tour com visão de 360 graus pelo Brasil da era Mesozoica.

## História

### Antecedentes

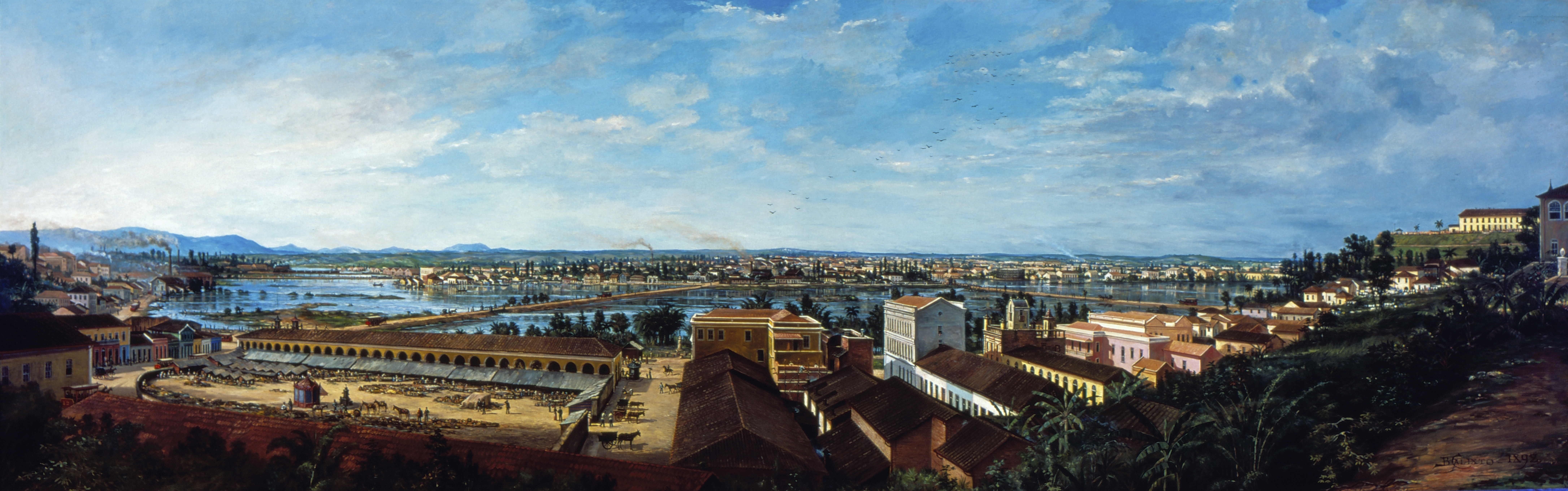
Inundação da Várzea do Carmo, quadro de Benedito Calixto

A cidade de São Paulo começou a surgir na metade do século XVI, com a construção de um colégio, feita por jesuítas, no topo de uma colina entre os rios Anhangabaú e Tamanduateí, sem planejamento adequado. Os rios da cidade, naquela época, configuravam-se como pontos de acesso e interligação entre cidades vizinhas brasileiras. À exemplo disso, a região da Várzea do Carmo, que abrange o rio Tamanduateí, citado acima, é a principal porta de entrada em São Paulo. À princípio, essas regiões cortadas por rios  eram extensas planícies que, na época das chuvas (verão), tinham seus leitos transbordados, transformando-se em áreas alagadas. Por causa dessa característica, essas áreas eram bastante utilizadas por escravos para a lavagem de roupas, utensílios, entre outros, e também para se despejar detritos. O pintor Benedito Calixto retratou, em 1892, as enchentes aqui descritas no quadro Inundação da Várzea do Carmo, em exposição no Museu Paulista da Universidade de São Paulo (Museu do Ipiranga).
As iniciativas de urbanização da Várzea do Carmo se deram em 1872, quando, por ordem do presidente da província de São Paulo, João Teodoro de Matos, parte da área da várzea foi aterrada e transformada em jardim público. Entre 1885 e 1900, a produção cafeeira começou a se desenvolver no Brasil, trazendo grandes modificações para São Paulo, o que fez com que a cidade passasse a ser um grande centro de exportação e importação, acolhendo, além dos barões de café, imigrantes, algo que impulsionaria a implantação de indústrias devido às facilidades e inovações do desenvolvimento da capital paulista, como o recente abastecimento de água e gás.

### Século XX

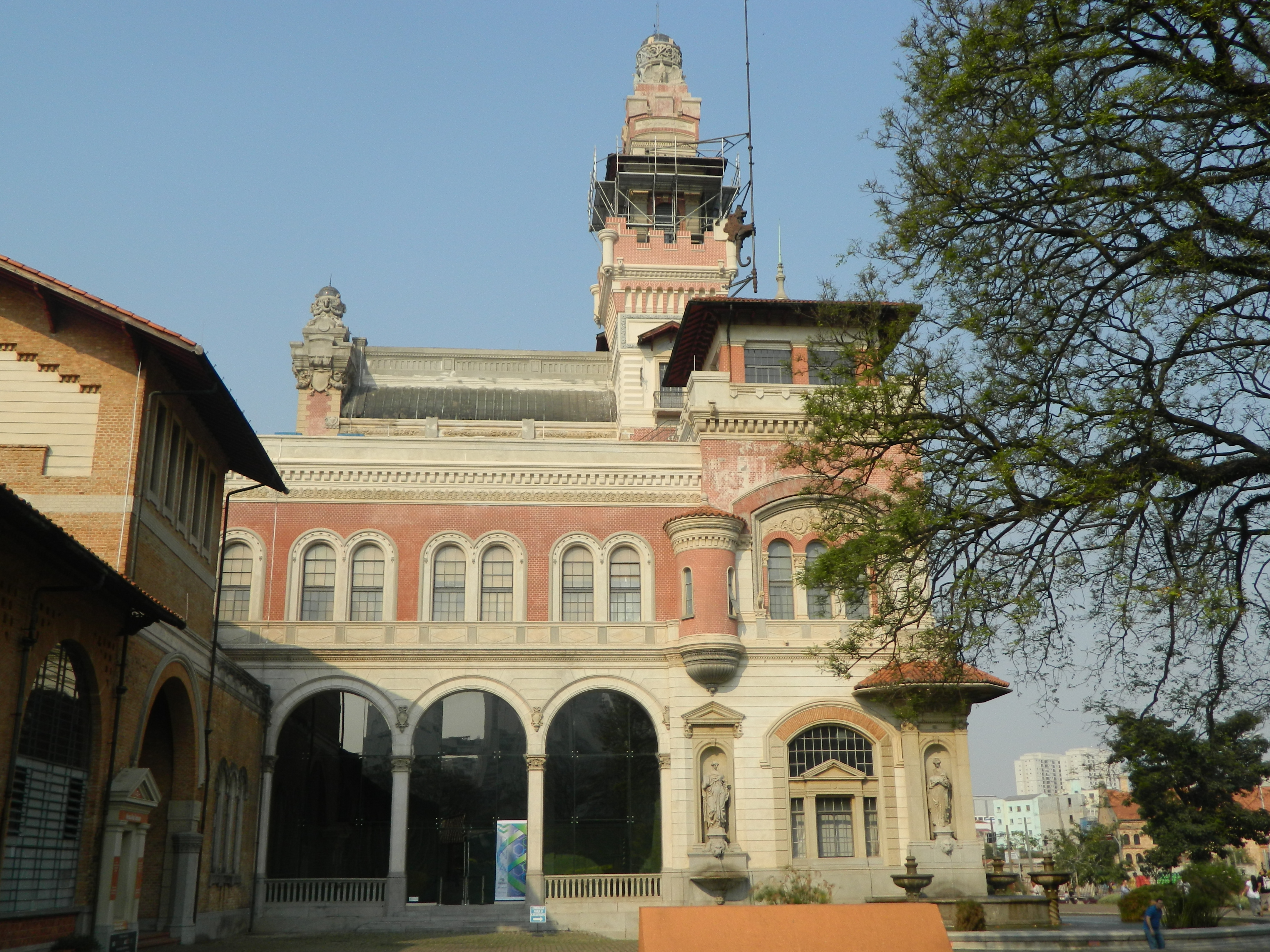
Vista lateral do prédio principal do Palácio das Indústrias

A partir de 1910, com a expansão da malha urbana do centro de São Paulo e por causa da necessidade de urbanização do vale do Anhangabaú (contando com o Teatro Municipal já em fase de conclusão) são feitas várias propostas para melhorar e modernizar a Cidade de São Paulo, inspirando-se nas tendências europeias da Belle Époque. Neste cenário, em 1911, o arquiteto francês Bouvard, convidado pelo prefeito Raimundo Duprat para participar dessas propostas de melhoria, sugere a implantação de dois grandes parques nos moldes de dois parques parisienses, o Bosque de Boulogne e Bosque de Vincennes: um sobre o Vale do Anhangabaú e outro sobre a Várzea do Carmo. A proposta de Bouvard já incluía o Palácio das Indústrias no local onde se encontra atualmente (Parque Dom Pedro II). O anteprojeto do edifício, com suas características  arquitetônicas definitivas, contudo, foi concebido no ano anterior, pelo arquiteto italiano Domiziario Rossi.

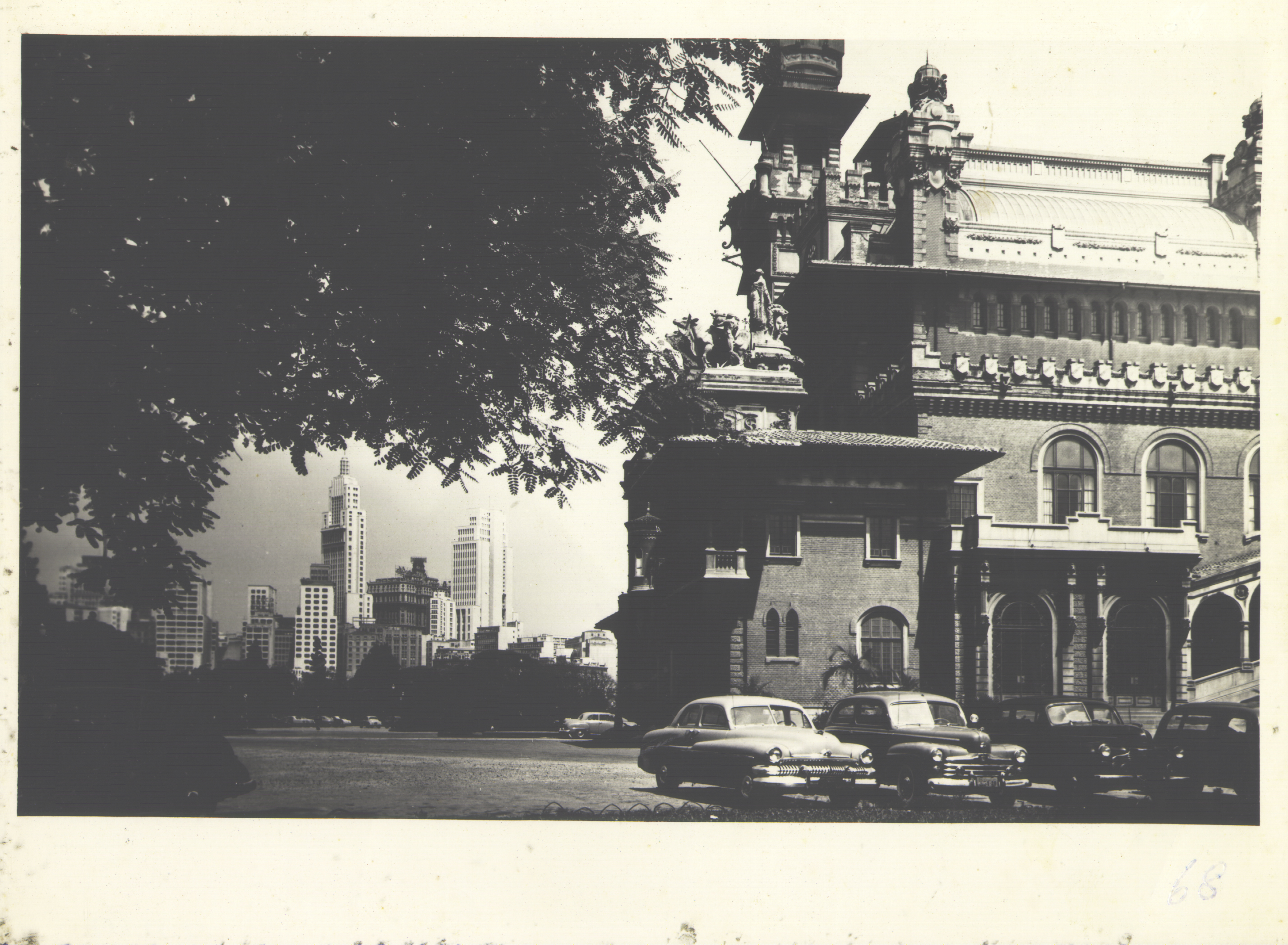
Palácio das Indústrias meados do século XX.

Com o intuito de mostrar o progresso, tanto econômico quanto tecnológico, que a cidade de São Paulo vinha conquistando, e também de acordo com o projeto de revitalização da Várzea do Carmo e seus arredores, o Palácio das Indústrias foi construído para abrigar exposições relacionadas à indústria paulista. Em 1917, ainda em construção, o local teve sua primeira exposição (uma exposição de panelas), seguindo até 1947 com esta função, tendo alocado exposições agrícolas e pecuárias, exposições de arte, uma exposição em comemoração ao centenário da Independência do Brasil, exposições automobilísticas remetendo à instalação das primeiras montadoras na país e à popularização dos carros, entre outras. Em 1947, com o fim do Estado Novo, o Palácio das Indústrias passa a abrigar a Assembleia Legislativa de São Paulo, tendo seu nome alterado para Palácio 9 de Julho. A deterioração do edifício começa um pouco antes deste período, sendo que a mudança da Assembleia Legislativa para a região do Ibirapuera piora esta situação, já que, a partir da década de 70, a construção passa a receber usos diversos (delegacia, corpo de bombeiros, repartições de Segurança Pública, entre outros), o que, somado à falta de manutenção e má utilização dos espaços do prédio, agrava a situação do local.

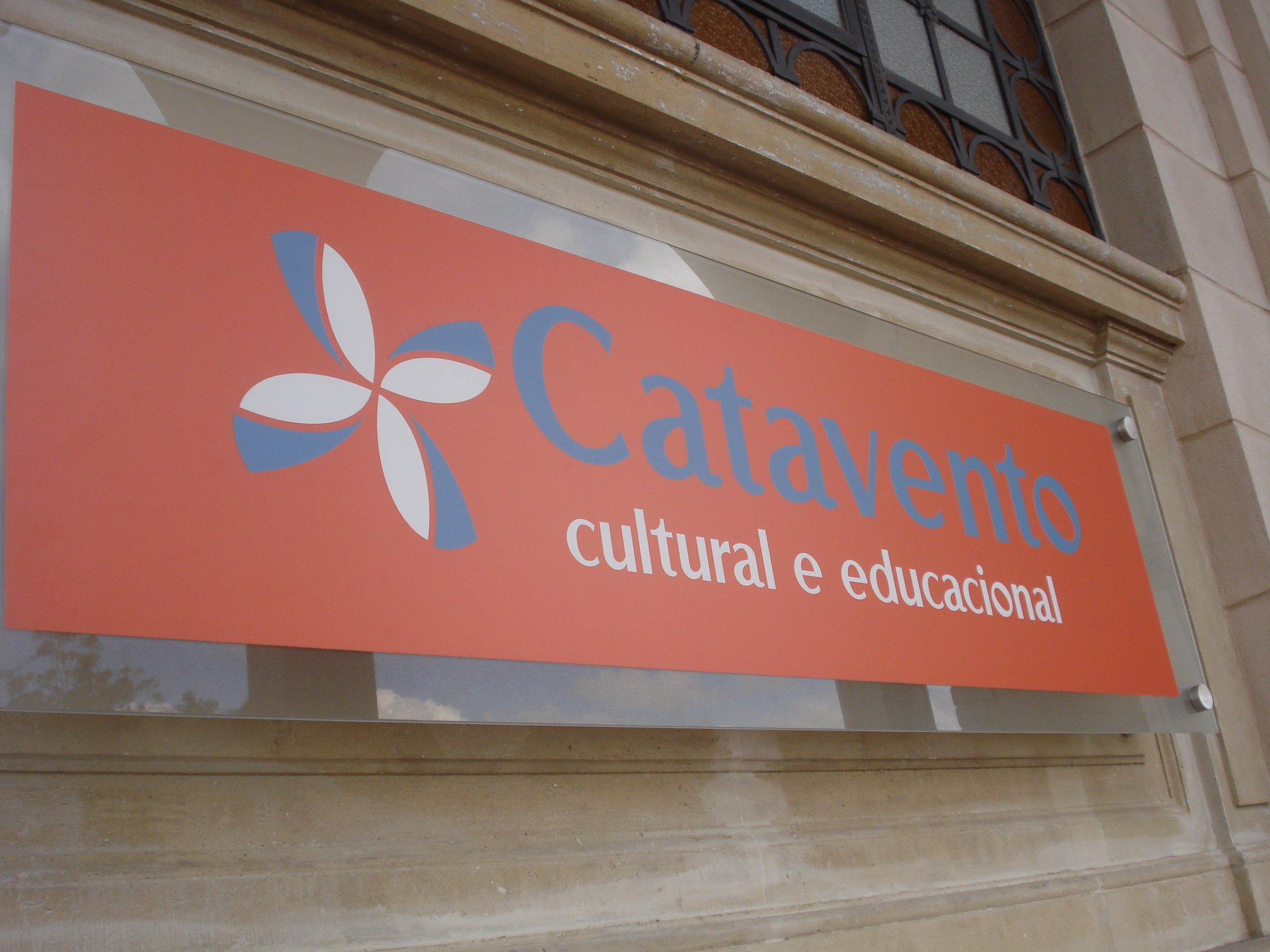
Atualmente, o Palácio das Indústrias abriga o Museu Catavento Cultural

A partir da década de 1970, instalam-se no local repartições de Segurança Pública do Estado de São Paulo, como um Distrito Policial, Delegacia de Estrangeiros, Batalhão da Polícia Militar, Instituto de Polícia Técnica, Corpo de Bombeiros, alas de carceragem, além do Instituto Médico Legal (IML). A partir do ano 1992, o Palácio das Indústrias tornou-se a sede da Prefeitura da cidade de São Paulo, localizada anteriormente no Parque do Ibirapuera. Parte de um projeto da gestão da então prefeita Luiza Erundina, a intenção de alocar a prefeitura no centro da cidade focava a aproximação entre a população e a prefeitura, sendo que grande parte dos registros de restauros no edifício do Palácio das Indústrias datam desta gestão.
O primeiro restauro, conduzido por Lina Bo Bardi na década de 1990, visou restaurar o prédio como um todo para alojar a prefeitura, solucionando falhas elétricas e hidráulicas ocasionadas pelo má-conservação; o segundo, conduzido pelo arquiteto Ricardo Pisanelli, visou a modernização do relógio e o terceiro, que está ajustando detalhes de um salão, ao lado da sala destinada a explicar o efeito das drogas e entorpecentes no Museu Catavento.

### Gestões da Prefeitura
Enquanto esteve na condição de prefeitura de São Paulo de 1992 até 2004, o palácio foi sede dos governos Luíza Erundina (PT), que governou o município de 1989 até 1992, Paulo Maluf (PPB), que representou o executivo de 1993 até 1996, Celso Pitta (PPB) que uma vez eleito em 1996, foi o prefeito da cidade de 1997 até 2000 e Marta Suplicy (PT), que teve seu mandato de 1.º de janeiro de 2001 até 31 de dezembro de 2004, essa que por sua vez levou a prefeitura para o Edifício Matarazzo.

### Século XXI

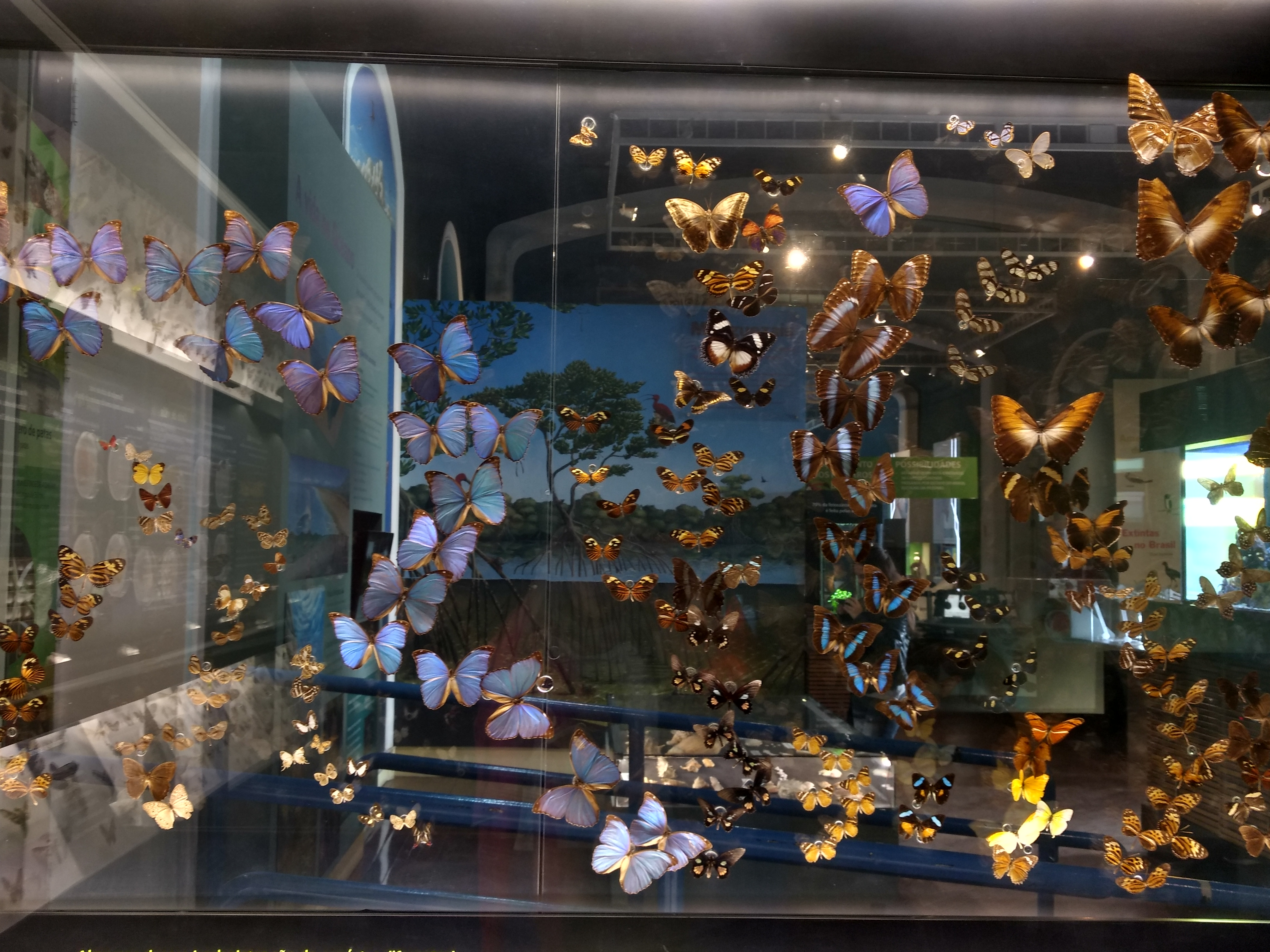
Seção Vida do Museu Catavento

Em 2004, o paço municipal foi transferido para o Edifício Matarazzo, no vale do Anhangabaú, onde se situa atualmente. Desde 2009, o edifício está sendo utilizado como Museu de Ciências.
O Palácio das Indústrias abriga atualmente o Museu Catavento Cultural de Ciência e Tecnologia. O espaço, que ocupa cerca de oito mil metros quadrados do Palácio das Indústrias, foi desenvolvido pelas secretarias estaduais de Cultura e Educação, com o apoio de universidades, como a Universidade de São Paulo (USP). Quando foi inaugurado, o museu contava com 250 instalações divididas em quatro seções, denominadas Universo, Vida, Engenho e Sociedade. Em cada uma dessas seções, os visitantes têm acesso aos mais variados conceitos relacionados ao ambiente, ao funcionamento do corpo humano, à física, etc., sendo que todos os espaços contam com interação via equipamentos multimídia.

## Características arquitetônicas

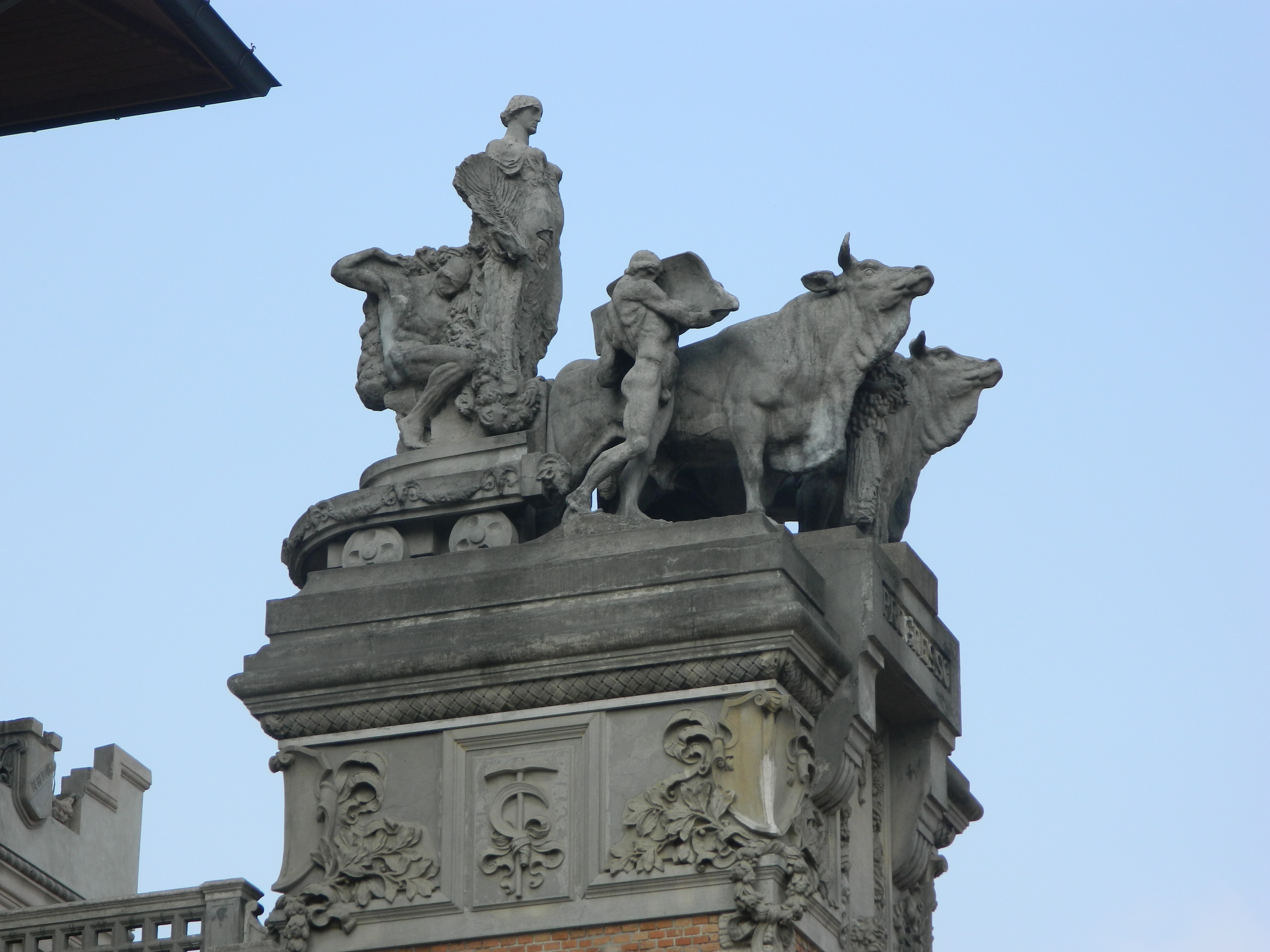
Estátua de carro de bois, de Nicola Rollo, denominada O Progresso

Domiziano Rossi tira sua inspiração para o planejamento do Palácio das Indústrias da construção Castello Mackenzie, de Gino Coppedè, e, à primeira vista, podem ser identificadas grandes semelhanças entre o Castello Mackenzie e o Palácio das Indústrias.

São mais de oito mil metros quadrados distribuídos em um prédio principal com três pavimentos e um jardim interno; e um prédio anexo. Com estilo eclético, o edifício situado no Brasil possui uma fachada que faz alusão a castelos da época medieval, contendo estátuas embutidas na fachada que possuem estilo renascentista. O anexo lateral nos remete a galpão de fábrica, e seu jardim interior (onde atualmente está situado o Borboletário do Museu Catavento) possui características arquitetônicas religiosas - o claustro.

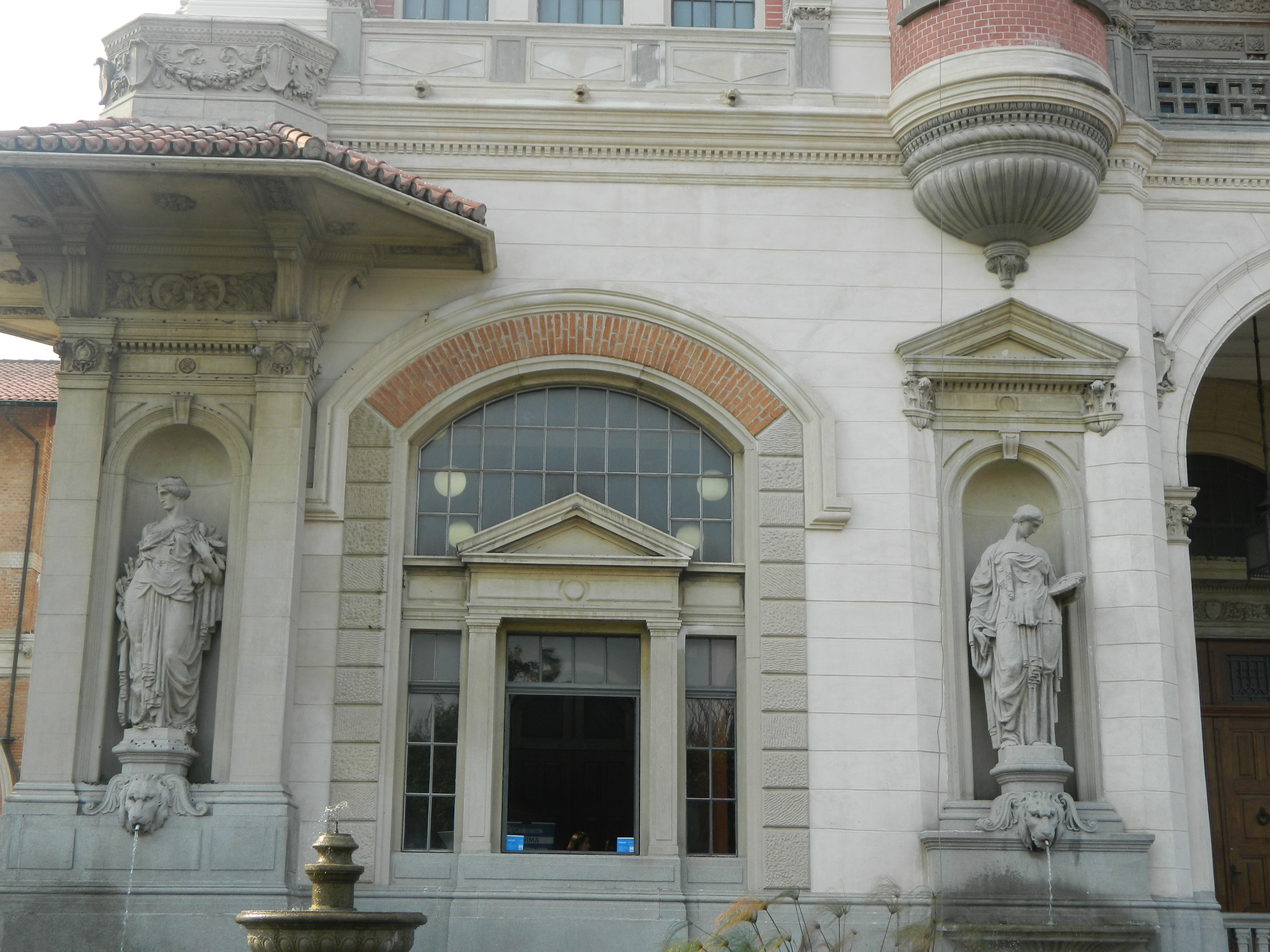
Fachada do prédio principal do Palácio das Indústrias, contendo duas estátuas de Nicola Rollo.

Algumas figuras marcam a estrutura externa do Palácio, como as estátuas de Nicola Rollo, mencionadas no parágrafo anterior, representando o comércio, a pecuária, a agricultura e a indústria, assim como a estátua do Progresso, contendo um carro de bois no topo de uma das colunas.

O relógio, no topo central da fachada principal, é um símbolo do progresso e reflexo da Revolução Industrial, similar à estrutura da Estação da Luz. Além desses elementos, frases em latim esculpidas nas paredes do lado de fora do prédio principal nos remetem ao trabalho e indústria, assim como os nomes de cidades paulistas dentro de brasões localizados ao topo de paredes internas, também compondo a estrutura do patrimônio. Internamente, os grandes lustres e vitrais aparecem como símbolo de riqueza da cidade em desenvolvimento, e que lucrava com as indústrias recém-instaladas, algo que também é visto na iluminação das cúpulas externas dos pontos mais altos do prédio principal.

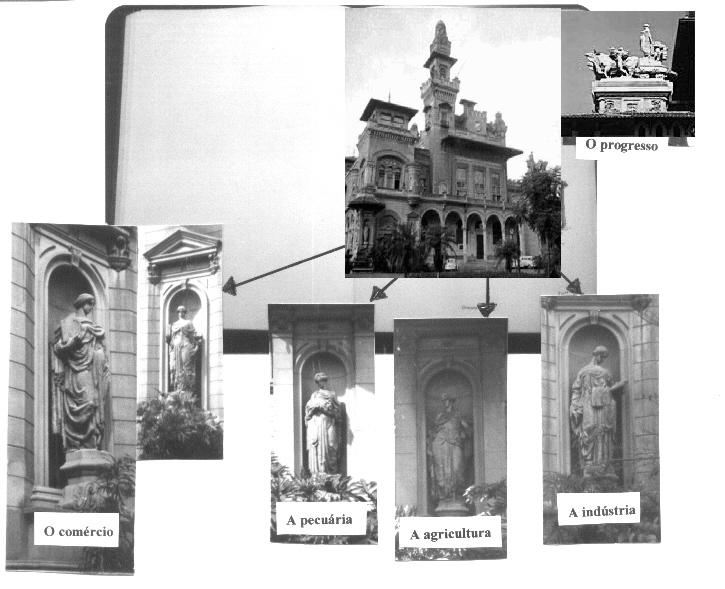
Obras de Nicola Rollo, artista ítalo-brasileiro, no prédio do Palácio das Indústrias

A construção, como um todo, mescla o aspecto rígido de fortalezas, ilustrado por alguns símbolos do exterior do prédio como cachorros e uma quimera – teriam a função de proteção –, com elementos delicados de palácios. A importância do Palácio das Indústrias foi, primeiramente, a de abrigar importantes exposições relacionadas à indústria e posterior desenvolvimento da cidade de São Paulo até a metade do século XX. Como marco histórico, o local também sediou repartições políticas e de segurança pública do estado, além da prefeitura municipal.

### Tombamento
Em 1982 foi feito o tombamento do edifício pelo Conselho de Defesa do Patrimônio Histórico, Artístico, Arqueológico e Turístico do Estado de São Paulo (CONDEPHAAT), reconhecendo-o como um patrimônio que faz parte da histórica econômica, política e cultural de São Paulo.
O primeiro pedido de tombamento data de 1977, feito pela Assembleia Legislativa, com o intuito de que fosse instalado no local um museu sobre a história legislativa do Estado de São Paulo. O segundo pedido de tombamento, mantendo o mesmo intuito do primeiro, foi feito em 1978, e possui alguns anexos. O último pedido de tombamento foi feito no ano de 1979, pelo mesmo orgão, e ainda com a mesma intenção dos anos anteriores.
De acordo com os documentos de tombamento, o Palácio das Indústrias encontrava-se em mau estado de conservação, perdendo suas características originais e representando um risco aos visitantes devido à falta de manutenção de sua estrutura, o que ocasionava ruídos nas instalações hidráulicas e elétricas, principalmente.